# Alberto Volpi
Alberto Volpi, nacido el 9 de diciembre de 1962 en Saronno, es un exciclista profesional italiano y actual director deportivo.

## Biografía
Alberto Volpi debutó como profesional en 1984 y terminó su carrera deportiva en 1997. En 1998 pasó a ser director deportivo del equipo Riso Scotti, después del Vini Caldirola en 1999, del Fassa Bortolo de 2000 a 2005, del equipo Barloworld de 2006 a 2009. En 2010 comenzó a dirigir al equipo Liquigas-Doimo hasta el 2014. Desde 2017 dirige al Bahrain Merida Pro Cycling Team.

## Palmarés
1985
- Gran Premio Ciudad de Camaiore

1989
- Giro de Calabria, más 1 etapa

1993
- Leeds International Classic

1997
- 1 etapa de la Vuelta al Alentejo

## Resultados en las grandes vueltas
| Carrera         | 1984 | 1985 | 1986 | 1987 | 1988 | 1989 | 1990 | 1991 | 1992 | 1993 | 1994 | 1995 | 1996 | 1997 |
| --------------- | ---- | ---- | ---- | ---- | ---- | ---- | ---- | ---- | ---- | ---- | ---- | ---- | ---- | ---- |
| Giro de Italia  | -    | 10.º | Ab.  | 23.º | 19.º | Ab.  | 38.º | -    | 29.º | 24.º | 35.º | 45.º | Ab.  | 17.º |
| Tour de Francia | -    | -    | -    | -    | -    | Ab.  | 74.º | -    | -    | -    | -    | 75.º | -    | -    |
| Vuelta a España | -    | -    | -    | -    | -    | -    | -    | Ab.  | -    | -    | -    | -    | -    | -    |